# Stanley, Skottland
Stanley är en ort i Storbritannien.   Den ligger i kommunen Perth and Kinross och riksdelen Skottland, i den norra delen av landet, 600 km norr om huvudstaden London. Stanley ligger 66 meter över havet och antalet invånare är 1 491.
Terrängen runt Stanley är platt åt sydost, men åt nordväst är den kuperad. Runt Stanley är det ganska tätbefolkat, med 108 invånare per kvadratkilometer. Närmaste större samhälle är Perth, 10,1 km söder om Stanley. Trakten runt Stanley består till största delen av jordbruksmark.